# Nanna Conti
Pour les articles homonymes, voir Conti.
Nanna Conti, née le 24 avril 1881 à Uelzen et morte le 30 décembre 1951 à Bielefeld, est une sage-femme allemande. Sous le Troisième Reich, de 1933 à 1945, elle préside la  Ligue des sages-femmes du Reich (Reichshebammenschaft), et de 1942 à 1945, est la secrétaire générale de l'Union internationale (européenne) des sages-femmes (International midwives union). Elle est la mère de Leonardo Conti, le chef de la santé du Reich (Reichsgesundheitsführer).
Profondément investie dans la défense de sa profession et dans son combat pour le national-socialisme, elle rehausse le statut des sages-femmes et transforme leurs organisations en agences de propagande nazie. Elle participe à l'eugénisme du Troisième Reich en faisant appliquer, par les sages-femmes, les lois antisémites et racistes dans le domaine de la procréation. 

## Biographie

### Origine et formation
Nanna Conti est née dans une famille prussienne de Basse-Saxe. Elle grandit dans un milieu de classe moyenne, conservateur, protestant et nationaliste. Son père Carl Pauli (1839-1901) est directeur de l'école secondaire locale de garçons, franc-maçon imbu d'ésotérisme, proche de la ligue pangermaniste, et aussi étruscologue renommé,.
Enfant, elle aide son père dans ses travaux archéologiques en Suisse et en Italie. En 1893, la famille s'installe à Lugano (canton du Tessin). Son éducation est mal connue, mais elle parle cinq langues et couramment l'italien,.
En 1898, à l'âge de 17 ans, elle épouse Silvio Conti, 19 ans, employé des postes de Monteggio ; les raisons de se marier si jeune ne sont pas connues. Elle est enceinte en permanence, avec plusieurs fausses couches, et maltraitée par son mari volage. Elle a trois enfants, deux garçons et une fille, :
- Silvio Conti (1899-1938), juriste, il se suicide pour des raisons mal connues ;
- Leonardo Conti (1900-1945), médecin, chef de la santé du IIIe Reich. Impliqué dans les crimes de l'Aktion T4 et arrêté, il se suicide avant son procès ;
- Camilla Conti (1902-1993), épouse d'un directeur de musée. Elle n'a pas mené de vie publique ou politique, mais la carrière de son mari a probablement été favorisée par proximité familiale.

Après son divorce en 1903, elle entre à l'école des sages-femmes de Magdebourg. À partir de 1904, elle s'installe à Magdebourg, puis à Berlin comme sage-femme indépendante, en assurant la charge de ses trois enfants et de sa mère (son père est mort en 1901).
Après la Première Guerre mondiale, elle et ses enfants se radicalisent politiquement, en adhérant successivement à plusieurs partis ou association d'extrême-droite comme le  Parti populaire national allemand. En 1930, elle rejoint finalement le Parti national-socialiste des travailleurs allemands.

### Carrière professionnelle et politique
Dès 1918, elle se fait connaitre comme militante d'extrême-droite dans le milieu associatif professionnel des sages-femmes allemandes. Sous la République de Weimar, en particulier à Berlin, elle s'oppose à l'emploi des sages-femmes dans le service public de santé et aux syndicalistes de la social démocratie. Dans les années 1920, elle participe à plusieurs associations locales ou régionales défendant les sages-femmes.
En 1933, elle devient présidente de la Ligue des sages-femmes du Reich (Reichshebammenschaft), qui unifie toutes les associations allemandes de sages-femmes. Elle est rédactrice en chef de la revue La sage-femme allemande, qui dénonce les médecins juifs comme responsables des avortements, et les « féministes juives » comme l'anti-modèle de la femme allemande moderne.
En 1934, elle acquiert un niveau international en représentant l'Allemagne au congrès international des sages-femmes de Londres (congrès bisannuel de l'Union internationale des sages-femmes, fondée en 1919 et dont le siège est à Anvers, Belgique). À cette occasion, elle est reçue avec sa délégation à Lancaster House par le ministre britannique de la Santé et la duchesse d'York Elizabeth Bowes-Lyon.
En 1936, elle préside le congrès international des sages-femmes qui se tient à Berlin. Elle aurait fait passer une résolution selon laquelle le président du congrès devient automatiquement président de l'organisation internationale pour les deux ans qui suivent.
Le sommet de sa carrière se situe en 1938, lorsqu'une loi, appelée de ses vœux, accorde le monopole des accouchements non compliqués aux sages-femmes, qu'un médecin soit présent ou pas. C'est la Reichshebammengesetz (Loi sur les sages-femmes du Reich), qui oblige toute femme enceinte à faire appel à une sage-femme, laquelle recueille et transmet toutes les données sur la grossesse, l'accouchement, la mère et le nouveau-né.
Dans la même période, son fils Léonardo Conti est nommé président de la Fédération Internationale de médecine du sport en 1937, et chef de la santé du Reich (Reichsgesundheitsführer, équivalent à ministre de la Santé) en 1939. Elle et son fils forment alors un puissant réseau d'influence,.
Avec l'entrée en guerre, Léonardo Conti perd de son influence au profit de Karl Brandt. Nanna Conti est restée loyale à son fils, mais même à la tête du lobby des sages-femmes, elle n'avait pas accès direct à Adolf Hitler, ni même aux gens de son premier cercle, et son influence sur eux était probablement insignifiante.
Durant la Seconde Guerre mondiale, elle voyage dans toute l'Europe, dans les pays conquis ou annexés par le Troisième Reich, à la rencontre de ses collègues étrangers, en particulier belges et italiens. Elle prête une attention particulière aux sages-femmes d'Europe centrale occupée (région des sudètes, Tchéquie, Pologne…). En 1942, elle est nommée (et non élue) secrétaire générale de l'Union internationale des sages-femmes. Elle transfère le siège du secrétariat de Gand à Berlin, sans en référer à la présidente d'alors, la Française Clémence Mossé (le dernier congrès s'étant tenu en 1938 à Paris), qu'elle méprise en tant que « juive convertie au catholicisme ». De 1936 à 1944, sous l'influence de Nanna Conti, l'Union internationale des sages-femmes devient une agence de propagande nazie envers les sages-femmes d'Europe.

### Fin
En avril 1945, craignant d'être capturée et mise à mort par les soviétiques, elle s'enfuit vers le Schleswig-Holstein. Son fils Leonardo Conti se suicide avant son procès en octobre 1945 ; quant à elle, elle n'a jamais été poursuivie ou arrêtée. Il est difficile de dire si elle a cessé toute vie publique, ou si elle s'est impliquée dans la réorganisation des sages-femmes allemandes après 1945,.
Elle meurt quelques mois après un accident vasculaire cérébral, le 30 septembre 1951 à Bielefeld, au sein de sa famille, dans la maison de sa belle-fille.

## Sage-femme nazie
Pour un article plus général, voir Science sous le Troisième Reich#Médecine.

### Contexte: la situation des sages-femmes en Allemagne
Au début du XIXe siècle, la figure fondatrice des infirmières et sages-femmes allemandes est Theodor Fliedner (1800-1864), qui fonde les diaconesses protestantes. Des jeunes femmes, le plus souvent issues de milieu populaire, sont formées en quelques semaines ou en quelques mois, pour se consacrer aux autres. Comme les sœurs catholiques, elles sont reliées à une maison-mère dont elles dépendent et qui les contrôle ; elles sont habillées avec le costume d'une veuve de la bourgeoisie (robe noire avec voile noir).
À la différence des sœurs catholiques, la situation des diaconesses protestantes n'est pas définitive (vœu de célibat, appartenance à la maison-mère…). Dans le contexte de l'époque, cela permettait à des jeunes femmes pauvres de mener une vie sociale respectable relativement indépendante (se déplacer et travailler seule) avant de trouver un mari. La Croix-Rouge allemande, fondée en 1864, reprend le modèle de Fliedner : les sœurs de la croix-rouge allemande peuvent être chrétiennes (en portant une grande croix sur la poitrine) ou juives (en portant une étoile de David).
Durant le XIXe siècle, un processus de transformation de ces activités charitables en professions règlementées est en cours, par exemple en Grande-Bretagne avec Florence Nightingale. En Allemagne, dans les années 1890, l'activité spécifique des sages-femmes est défendue par Olga Gebauer (de)(1858-1922), fondatrice de l'Association allemande des sages-femmes. Son but est de réunir les sages-femmes, dispersées en associations locales, en une seule organisation forte, pour une meilleure reconnaissance socio-professionnelle. Après son décès en 1922, l'association se déchire en diverses tendances politiques, dont une aile gauche prônant l'union avec les syndicats et une aile droite qui s'y oppose.
En 1923, une loi sur les sages-femmes est votée au parlement, mais reste insuffisante : les sages-femmes n'ont toujours aucune retraite, elles doivent travailler jusqu'à la mort et/ou finir dans la misère. De plus, la chute de la natalité sous la République de Weimar exacerbe la concurrence entre sages-femmes : au sein de l'association, la tendance social-démocrate propose de créer des emplois en service public (accouchements en maternité hospitalière), la tendance nationaliste s'y oppose, préférant conserver la pratique habituelle alors dominante (accouchements à domicile) en proposant d'exclure les juives de la profession.
À partir de 1926, des compagnies d'assurances proposent de rembourser les soins des sages-femmes, mais celles-ci restent mal payées. Après la situation économique d'hyperinflation, la plupart des sages-femmes allemandes restent en situation désespérée, au bord de la pauvreté et au bas de l'échelle sociale.

### Nazification des sages-femmes allemandes
Nanna Conti adhère au NSDAP par conviction (vers 1928 ou 1930) plutôt que par opportunisme, contrairement aux adhérents d'après la prise du pouvoir en 1933. Nanna Conti est une militante qui a fait ses preuves depuis des années. En 1933, quand elle est portée à la direction de l'association des sages-femmes allemandes, elle n'est pas élue par les adhérentes, mais nommée par le ministère de l'Intérieur. Selon le Führerprinzip établissant une stricte hiérarchie à tous les niveaux politiques, Nanna Conti nomme les responsables régionales de l'association en contrôlant tous les échelons inférieurs. Dans un régime autoritaire et misogyne, Nanna Conti est l'élément de transmission de l'autorité politique masculine sur les sages-femmes.

Nanna Conti à la tribune du Congrès International des sages-femmes, Berlin, 5 juin 1936.

Le but de Nanna Conti à la tête de l'association est de promouvoir l'idéologie nazie et de faire appliquer les nouvelles lois concernant la naissance et la procréation. Pour cela, l'association doit rechercher toutes les sages-femmes, dont beaucoup restent isolées. Elles doivent s'abonner obligatoirement à la revue professionnelle et suivre une formation continue, médicale et idéologique. Il s'agit de relever et d'unifier le niveau des sages-femmes allemandes, pour en faire des propagandistes politiques. Les meilleures sont choisies pour suivre les cours de l'école supérieure de médecine du Reich de Alt Rehse, ce qui apparait comme une grande faveur, les sages-femmes appartenant à une profession de santé non-académique,.
La nazification est aussi une épuration raciale et politique. Dès mai 1933, le directeur de la revue professionnelle des sages-femmes et auteur d'un manuel pour les sages-femmes, mais juif, est remplacé par un autre professeur de médecine, aryen et national-socialiste. Nanna Conti fait appliquer les lois anti-juives qui entrent en vigueur : les femmes juives ne sont pas autorisées à rester ou devenir sages-femmes, de pratiquer ou d'entrer dans des écoles de sages-femmes. Il en est de même pour les femmes qui ont un parent juif (mischling au premier degré) ou un grand-parent juif (mischling au deuxième degré). Dans le manuel  pour les sages femmes, révisé par les nazis, et recommandé à toutes par Nanna Conti, il est dit : « Dieu a créé l'homme blanc et l'homme noir, mais les bâtards ont été crées par le diable ».
Selon son fils, Leonardo Conti, opposé au mélange des races et aux mariages mixtes : « Les demi-juifs ne sont pas meilleurs que les juifs. J'ai même l'impression qu'ils sont souvent pire que les juifs eux-mêmes ».
Les femmes-cadres de l'association, opposées à la politique nazie, ou ne la soutenant pas, sont progressivement mises à l'écart. Il en est de même pour les autres professionnels de santé, non-aryens ou opposants politiques, qui sont contraints à l'émigration. Entre 1934 et 1938, près de six mille médecins juifs quittent cette nouvelle Allemagne (l'Allemagne ayant 35 000 médecins inscrits en 1933).

### Glorification de la maternité
Le Troisième Reich se considère comme un corps organique destiné à vivre mille ans. Selon l'un de ses idéologues, le généticien Fritz Lenz, le national-socialisme est une biologie appliquée où la valeur suprême n'est pas le droit individuel, mais celui du volkskörper « le corps du peuple », un peuple supérieur qui se perpétue par le sol et le sang selon les lois de la nature (darwinisme social), et qui doit se défendre contre toutes les pollutions chimiques (tabac, alcool…), philosophiques (judéo-christianisme, libéralisme, marxisme…), et surtout raciales (juifs, slaves…), qui le dénaturent et le menacent.

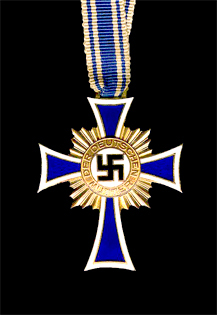
Croix d'honneur en or de la mère allemande, décernée à partir de 8 enfants.

Selon l'historien Johann Chapoutot, la procréation est le premier impératif catégorique du projet nazi. La race germanique doit être fertile et produire des enfants en quantité et en qualité, en préservant sa pureté d'origine. Dans ce contexte, les sages-femmes jouent un rôle essentiel : c'est la profession féminine la plus noble et la plus digne. Pour la première fois, depuis des siècles, les sages-femmes allemandes sont vénérées et socialement reconnues par un pouvoir politique qui prend soin d'elles. Elles sont invitées à participer aux commissions de santé, à la politique de santé et à poursuivre leur formation dans les plus hautes écoles médicales du Reich.
La mère et l'enfant sont dits comme « le plus grand des trésors de la nation », non pas en tant que personnes, mais comme la continuité du Volkskörper. Le Troisième Reich restreint étroitement le contrôle des naissances, interdit l'avortement, tout en se donnant comme objectif des familles de quatre enfants. Au-delà, des médailles récompensent les meilleures mères allemandes (l'or pour huit enfants). À partir de 1938, tous les fonctionnaires publics célibataires doivent choisir entre se marier ou démissionner. Les femmes célibataires en âge de se marier ne sont plus considérées comme des citoyennes.
Nanna Conti, appuyée par son fils chef de la santé du Reich, souhaite des accouchements naturels à domicile réalisés par des sages-femmes qualifiées, et non pas des accouchements assistés sans douleur, par des médecins spécialistes en maternités urbaines. La capacité de la mère et de l'enfant à supporter un accouchement naturel est une démonstration de vigueur et de pureté de la race. L'accouchement est « le champ de bataille de la mère allemande ».
Nanna Conti défend aussi l'allaitement maternel prolongé, en organisant le don de lait à Berlin. Ses réalisations en ce domaine, qui surclassent tout ce qui se fait ailleurs, produisent une forte impression lors du congrès international de Berlin en 1936.
Si les sages-femmes de Nanna Conti sont appelées à guider les femmes allemandes dans leur devoir national de mère, elles sont aussi des surveillantes politiques qui informent les autorités des attitudes ou opinions politiques des familles. Ces sages-femmes sont elles-mêmes contrôlées par leur hiérarchie. De Berlin, Nanna Conti s'informe et vérifie le moindre cas suspect : une sage-femme ayant un lien quelconque avec des juifs peut être suspendue ou révoquée.
Dans les territoires occupés de l'Est, Nanna Conti s'occupe de la germanisation des sages-femmes, en accordant le permis de travail à celles qui ont du « sang allemand », en créant des écoles professionnelles et idéologiques de sages-femmes, en jumelant des districts pour que des sages-femmes allemandes puissent exercer à l'est. En Pologne, les sages-femmes allemandes sont appelées à assister les femmes polonaises, non pas pour leur venir en aide, mais surtout pour se procurer un revenu, tout en réduisant l'influence des sages-femmes polonaises sur leurs compatriotes.
Malgré les discours et les efforts, les résultats obtenus sont mitigés : si le taux de naissances en Allemagne nazie passe de 14,7 pour mille en 1933 à 18 pour mille en 1944, le taux de naissances en maternité s'accroit au cours de la même période. Dans ce dernier cas, l'Allemagne n'a pu éviter un phénomène mondial (l'accouchement en maternité), commun à l'Europe et aux États-Unis, qui se déroule tout au long du XXe siècle.

### Eugénisme mortifère

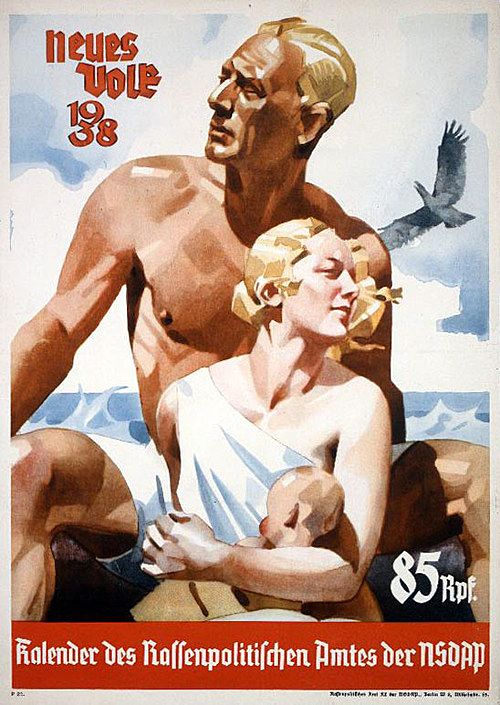
Famille aryenne dans sa pureté d'origine. Couverture du calendrier 1938 de la revue Neues Volk.

Les sages-femmes constituent un rouage administratif essentiel de l'eugénisme nazi, non seulement de « l'eugénisme positif » (politique nataliste et soutien aux familles), mais aussi de « l'eugénisme négatif » (élimination des indésirables). Dès 1933, elles sont chargées de signaler les grossesses (y compris les fausses-couches et les avortements spontanés ou provoqués) et les nouveau-nés avec un handicap ou une malformation, de suivre et vérifier les femmes « socialement indésirables » qui ont fait l'objet de stérilisation contrainte par salpingectomie. De même, si l'avortement est sévèrement condamné pour les femmes allemandes, il peut être imposé aux femmes de « race inférieure ».

Lorsqu'une politique d'euthanasie active est imposée à partir de 1939, dite Aktion T4, Leonardo Conti participe à son élaboration. Les nouveau-nés et les nourrissons sont aussi concernés. 
Les sages-femmes reçoivent deux Reichsmark par signalement d'un cas à euthanasier. Le nombre exact de ces cas reste inconnu, mais Anja Peters l'estime à cinq mille (de 1939 à 1944), sur  plus de 120 000 personnes euthanasiées sous le Troisième Reich, les personnes stérilisées étant près de 400 000.
Les sages-femmes de Nanna Conti ne tuent pas les nouveau-nés elles-mêmes, elles les signalent pour qu'ils soient emmenés dans des institutions spéciales où ils meurent par dénutrition ou injection létale, selon le principe « la seringue appartient à la main du médecin ». Ici le lobby des médecins, représenté par Karl Brandt, prend le pas sur le lobby des sages-femmes, représenté par le fils de Nanna Conti, Leonardo Conti.
En février 1945, pour ces signalements, les sages-femmes sont remplacées par des agents de la défense civile. Nanna Conti ne pouvait ignorer l'utilisation finale des données collectées par les sages-femmes, à cause de ses étroites relations de travail avec son fils Leonardo Conti, ainsi qu'avec Benno Ottow (en) (1884-1975), professeur de gynécologie de Berlin et fervent partisan de la stérilisation chirurgicale des femmes handicapées. Au printemps 1945, elle aurait confié à un témoin qu'elle avait peur de son fils et que « beaucoup de choses qu'elle avait apprises de lui étaient si terribles, qu'elle préférait ne pas les dire et ne pas y penser ».

## Personnalité
Nanna Conti est une intellectuelle d'une grande intelligence, volontariste et organisatrice hors pair. Sa puissance de travail est exceptionnelle. Le jour, elle s'active dans de nombreux comités et associations ; elle est rédactrice en chef de Die Deutsche Hebamme (La sage femme allemande) , une revue professionnelle bimensuelle de 20 à 30 pages qui tire à 19 000 exemplaires ; omniprésente, se déplaçant partout en Europe, elle tisse des relations nationales et internationales, amicales et professionnelles.
Le soir et la nuit, elle épluche la littérature mondiale sur tout ce qui concerne les sages-femmes, surtout la revue des sages-femmes britanniques Midwives' Chronicle.  Elle s'intéresse aux statistiques démographiques et sanitaires (taux de natalité, mortalité néonatale, mortalité maternelle…) et à la situation des sages-femmes dans le monde. Elle fait preuve d'un savoir statistique pour juger les publications et les méthodologies employées. Elle s'investit et se dévoue totalement pour sa profession, ce qui lui vaut une reconnaissance nationale et internationale, surtout après la loi de 1938 (obligation de faire appel à une sage-femme pour un accouchement). La situation en Allemagne est admirée par les sages-femmes du monde entier, le plus souvent en situation précaire et vivant au jour le jour.  
Nanna Conti aurait quelques points communs avec la britannique Florence Nightingale : les deux sont polyglottes, influencées par leurs pères, pionnières pour le statut socio-professionnel, l'une pour les sages-femmes, l'autre pour les infirmières. La différence, c'est que seule Nanna Conti est convaincue de la supériorité absolue de la « race allemande » dirigée par un Führer.
Des historiens soulignent la double nature de la médecine nazie, celle d'un Janus à double face à évolution paradoxale : celle qui va de la gymnastique de plein air à la chambre à gaz, des médecines naturelles à la stérilisation contrainte,. Lorsque Nana Conti parle avec émotion des mères, des nouveau-nés, et des sages-femmes, ce sont celles des « races pures supérieures », elle n'a aucune compassion ou pitié envers les humains inférieurs qui, dans l'idéologie nazie, sont assimilés à des agents polluants ou pathogènes comme les parasites ou un cancer. 

## Postérité
De son vivant, et même plus de vingt ans après sa mort, Nanna Conti a bénéficié d'une réputation nationale et internationale, « d'héroïne » ou de « mère des sages femmes ». 
Refondée en 1949, l'Union internationale des sages-femmes interdit à la délégation allemande d'avoir d'anciennes nazies dans ses rangs. Cependant, lors du congrès international de Londres en 1955, la mémoire de Nanna Conti est honorée pour son action passée à la tête de l'organisation. De même, en 1952, l'association des sages-femmes allemandes lui rend un hommage posthume et exprime sa gratitude pour l'œuvre accomplie en faveur des sages-femmes. Des responsables régionales, nommées par Nanna Conti, sont restées en place après la guerre.
La loi de 1938 sur les sages femmes a été maintenue en Allemagne et en Autriche, mais débarrassée de son antisémitisme et de l'eugénisme nazi. Après les années 1980, Nana Conti tombe dans l'oubli, sans que l'on puisse dire  s'il s'agit d'un manque d'intérêt pour l'histoire professionnelle ou d'un désir d'effacer un passé sulfureux.
Au tournant du XXIe siècle, une nouvelle génération d'historiens allemands s'intéresse à la période nazie. Les archives personnelles de Nanna Conti ont été détruites par sa famille, et celles de l'Union internationale des sages-femmes l'ont été en grande partie sous les bombardements de Berlin de 1943. Sa biographie et son action peuvent être reconstituées à partir de sa correspondance et de la revue qu'elle dirigeait.
Dans les années 2000, l'association des sages-femmes allemandes déclare accepter et reconnaître sa responsabilité dans les évènements survenus sous le régime nazi (1933-1945). Selon Anja Peters, en 2019, ni l'association allemande, ni l'association internationale, n'ont rendu hommage aux sages-femmes juives persécutées, par exemple en établissant des pavés de mémoire ou Stolpersteine.
Pour Anja Peters, Nanna Conti n'était ni une tueuse, un bourreau ou une gardienne de camp de concentration, mais elle était l'une des idéologues qui, dans les coulisses, permettent à un système meurtrier de fonctionner.